# L'Affaire Maurizius
L'Affaire Maurizius is een Franse dramafilm uit 1954 onder regie van Julien Duvivier. Het scenario is gebaseerd op de roman Der Fall Maurizius (1928) van de Duitse auteur Jakob Wassermann.

## Verhaal
Etzel is de zoon van de bekende aanklager Andergast. Hij wil de zaak Maurizius opnieuw bestuderen, omdat het vonnis op veronderstellingen berustte. Door dat dossier kon zijn vader 18 jaar eerder zijn carrière lanceren.

## Rolverdeling
| Acteur               | Personage           |
| -------------------- | ------------------- |
| Daniel Gélin         | Léonard Maurizius   |
| Madeleine Robinson   | Élisabeth Maurizius |
| Eleonora Rossi Drago | Anna Jahn           |
| Anton Walbrook       | Grégoire Waremme    |
| Charles Vanel        | Wolf Andergast      |
| Berthe Bovy          | Grootmoeder         |
| Denis d'Inès         | Mijnheer Mauritius  |
| Pierre Asso          | Meesterzanger       |
| Paola Borboni        | Mevrouw Bobika      |
| Jane Faber           | Gouvernante         |
| Jim Gérald           | Leraar              |
| Harry-Max            | Advocaat            |
| Palau                | Raadgever           |
| Claude Sylvain       | Mélita              |
| Jacques Varennes     | Rechter             |
| Jean d'Yd            | President           |
| Jacques Chabassol    | Etzel Andergast     |